# 王學韜
王學韜（1901年—1950年7月15日），福建省福州市人，黃埔軍校第四期砲科畢業，曾任第十二集團軍上校作戰參謀、南京國民政府參贊武官府少將參贊武官，因漢奸罪及參與中共策反工作被判處死刑，1950年7月15日槍決於臺北市馬場町刑場。

## 生平

### 投筆從戎
王學韜，1901年生於福建省福州市，1919年福建省立華僑中學畢業後考入北平高等師範學校體育科，同年五四運動爆發學潮，停學一年後，1922年王學韜繼續學業余南京高等師範學校體育科畢業，畢業後於漳州第八中學擔任童軍總教練。
1925年，國父孫中山去世，王學韜受感召前往黃埔軍校潮州分校，服務於蔣中正校長辦公室，1925年，王學韜京朱一鳴引薦給教育長王伯齡，進入黃埔軍校就讀，王學韜接受共產主義思想，加入青年軍人聯合會，結識周恩來、葉劍英、毛澤東等共產黨人。1926年王學韜考入黃埔軍校第四期砲科，畢業後擔任國民革命軍第二十一師陳誠部中尉副官，參加北伐，自韶關入長沙，抵武漢下九江，攻克南昌入南京城。

### 投身軍旅
1927年，王學韜在南京中央訓練幹部軍官團擔任技術主任教官，1928年考入陸軍大學九期，擔任整編後的國民革命軍陸軍第一師劉峙所部砲兵營長。1931年，王學韜被派任陸軍士官學校第一總隊上校總隊附，負責德國軍官訓練團事宜，並被派任為國民革命軍第五軍張治中部作戰參謀，參與淞滬戰爭，因張治中作戰不利失去中央的信任，1933年，王學韜任南京高級軍官訓練團戰術教官，申請中央訓練總監部留德預備班。
由於寧漢分裂後，國民政府開始多次剿共，1933年，留德預備班被調往南昌行營協助剿共，王學韜在賀國光負責的第一廳作戰組任上校組長，同年王學韜負責帶德國顧問赴贛江及贛北督察軍務，1933年，王學韜在武漢行營任督察專員視導古北口，長城戰役劉墨林少將陣亡後，王學韜帶領殘部返回武漢。不久，王學韜即擔任晉軍商震所部軍官訓練團代總隊長，在綏遠協助傅作義所部軍事訓練計畫，參與百靈廟戰役。
1937年抗戰爆發，王學韜在綏遠第二集團軍被派往南口平綏鐵路沿線作戰，第七集團軍總指揮湯恩伯率第13軍，第89師王仲廉部與第4師王萬齡部兩支德械師頑強抵抗日軍支那駐屯軍司令香月清司的七萬部隊。南口失守後，1938年，王學韜前往武漢十二集團軍總司令余漢謀部擔任上校作戰參謀、上校第二科科長。廣東淪陷後，王學韜在黃埔軍校宜山第四分校軍官教導團擔任戰術教官。1939年，王學韜透過蔡仁清聯繫戴笠，即預備擔任間諜潛伏南京國民政府 。

### 汪精衛政權
王學韜得以接近汪精衛並取得信任，1942年，王學韜出任南京國民政府軍委會中央教導團少將教育主任，擔任南京國民政府軍事參議院少將參議，並奉派前往日本國參謀本部受訓，1943年王學韜出任參贊武官府少將參贊武官。王學韜於1943年建議汪精衛聯共，與程希賢組第七軍被劉儀所偵知，以劉儀為西南國府間諜處決。

### 槍決
抗戰結束後，1946年5月王學韜前往北京與葉劍英會面，在頤和園王學韜宣誓加入共產黨，並介紹學生王可尊、李延年、劉建亭、王天佑、賈少田等多人加入共產黨。1947年王學韜以其資歷，假借李宗仁與戴笠名義行騙與恐嚇官員遭人檢舉，1948年3月王學韜協助毒犯脫罪行賄公署遭到天津市警察局逮捕，押赴台灣受審，1950年6月22日王學韜以漢奸罪及叛亂被判處死刑，1950年7月15日槍決於臺北市馬場町刑場

## 紀念
2013年10月 北京西山國家森林公園的無名英雄廣場上立有無名英雄紀念碑，為紀念來台灣在1950年代被處決「隱避戰線烈士」而設立。王學韜銘刻於紀念碑上，為中共國家安全部追認之中華人民共和國烈士。